# Фотографія в Україні
Фотографія, як галузь науки, техніки та мистецтва, розвивалася в Україні різними шляхами, поскільки українські землі були поділені між двома імперіями: Російською та Австрійською. Це обумовило певну різницю у цілях фотографічних товариств, у технологіях, техніці та суспільній ролі фотографії в Україні.

## Загальні відомості
Хімічні принципи фотографії було відкрито ще у першій половині XVIII століття, коли було виявлено і доведено ефект світлочутливості солей срібла. Протягом наступного сторіччя вдосконалювалися знання у галузі хімії, а також технічні аспекти експонування світлочутливих субстанцій та тривалої фіксації одержаних зображень.
На терени України фотографія як мистецтво і галузь техніки прийшла з двох напрямків: на західні землі — з Австро-Угорщини, а на східні — з решти, у тому числі Східної, Європи.

## Перші кроки фотографії в Україні
В Україну фотографію принесли в 1840-х роках іноземні фотографи, учасники щорічних міжнародних київських ярмарків — «Контрактів», які часто залишалися в Україні; першими фотографами-поселенцями були французи «Жак» і Шарль-Поль Гербст; останній відкрив у Києві даґеротипну студію. 
Піонерами української фотографії на Західно-Українських Землях були в 2-й половині 19 ст.оліттях А. Карпюк, Володимир Шухевич — у Львові, Степан Дмоховський, Є. Любович (з 1911) — у Перемишлі, Ф. Величко — в Станиславові.

## Період поширення. 1850— 1914 роки

### Східні Землі України

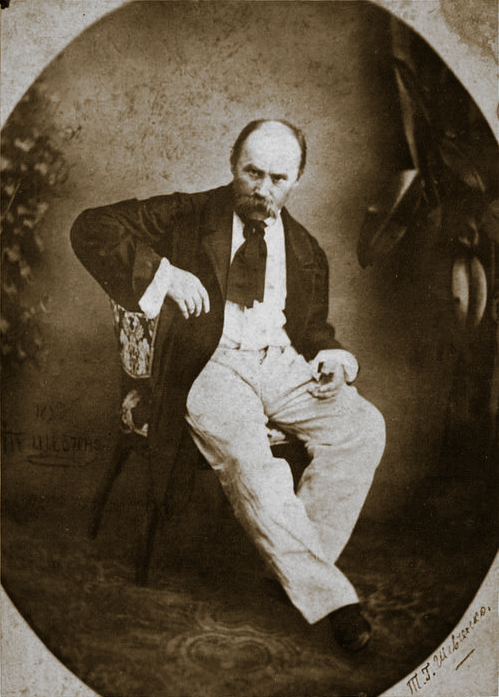
Одна з перших фотографій зроблених в Україні зроблена в Києві 1859 року. Світлина Шевченка українського фотографа Івана Гудовського.

У 1850-х роках уже були в Києві й місцеві фотографи: І. Чехович, Іван Гудовський, Федір Левдик, К. Воюцький (фотографував труну Т. Шевченка), М. Ґрос, Янк та ін. З 1864 року мали фотостудії М. Бенземан, Франц Мезер (Франц де Мезер), автор краєвидів Києва 1860 — 1880-х роках, Йосип Кордиш (1868), М. Пастернак (1869) та інші.
У 1860 — 90-х pp. відкрилися фотостудії професіоналів в Одесі, Харкові, Полтаві та ін. великих містах. В Києві у 1871 році відкрив фотоательє один з перших українських фотографів Влодзімеж Висоцький, в цьому ательє у 1880—1886 роках працював відомий український фотограф і кінооператор Альфред Федецький. 
Найвідомішими фотографами-митцями того часу в Одесі були Філіп Гаас, Мічрі, Федоровець, Хлопонін і К. Мигурський. У 1880 — 1890 роках популярні були Антонопуло, Дімо, Чеховський та механік-винахідник Й. Тимченко, що збудував приладдя для здіймання й проєкції руху об'єктів. 
У Харкові з 1870-х роках відомі О. Іваницький, Є. Трофимов, Р. Биковський. З червня 1886 там працював Альфред Федецький, зачинатель кіномистецтва в Україні і трикольорової фотографії, відзначуваний на закордонних виставках за мистецькі портрети і краєвиди. З 1880 — 90-х pp. відомі О. Сучкова, Г. Серебрин, В. Тимошенко, Р. Тукен та інші. 
У Полтаві з поч. 1880-х pp. працював Й. Хмелевський, автор альбому фотографій з місць, пов'язаних з життям М. Гоголя, фотографій з свята відкриття пам'ятника І. Котляревському (1903) і великої серії фотографій будинку Полтавського Земства (1908 —1909).
До 1914 в Києві було чимало фотографів-митців і професіоналістів-науковців: Аршеневський, М. Бобир, І. Гаас, А. Губчевський, І. Єзерський, К. Парчевський, М. Шукін і зокрема викладач фотографії в Київській Політехніці, згодом у Київському художньому інституті та Кіноінституті — М. Петров і дослідник мікрофотографії В. Фаворський. 
У кінці 19 століття постали фотоорганізації як відділи при філіях Імператорського Російського Технічного Товариства в Харкові (1891), Одесі (1897) та Києві (1899), а також товариства «Аматорів Фотографії» мистецького і наукового характеру в Одесі, Харкові (1891), Симферополі (1896), Єлисаветграді (1901) та найдіяльніше товариство «Даґер» всеукраїнського характеру у Києві (1901 — 1917; співзасновник і голова 1906 — 1912 М.Петров). Воно влаштовувало доповіді, екскурсії, конкурси, в 1908 році організувало Всеукраїнський з'їзд діячів фотографії і міжнародну виставку мистецької фотографії в Києві, там само 1911 влаштувало міжнародний салон мистецької фотографії
Поряд з мистецькою поширилася комерційна фотографія, особливо після винаходу (1871) англійцем Р. Меддоксом броможелятинових платівок. До 1914 в самому Києві працювало близько 70 комерційних фотографів (в Одесі — близько 40, в повітових містах по бл. 10, у містечках по 2 — 3). У Києві було 6 крамниць з фотоприладдями (у тому числі «Український фотомагазин» І. Коносевича); існували курси практичної фотографії Бернадського; робітники фотостудій Києва мали свої професійні товариства.

#### Фотографічні товариства на східних землях
У 1891 році в Одесі створено об'єднання фотографів-аматорів «Одеське фотографічне товариство».
У 1901 році у Києві створено товариство фотографів-аматорів «Дагер», яке проіснувало до 1917 року.

### Західні Землі України
Організацію фотоаматорів створено щойно при Пресовій Квартирі УСС наприкінці 1914 у Карпатах. Перші фотографії «в полі» робили Іван Іванець, Ю. Буцманюк, Б. Гнатевич, В. Клим, Т. Мойсеович, М. Угрин-Безгрішний, Т. Яцура та ін. (Виставка 1916 у Відні, повторена 1934 у Львові).

У 1915 р. при Пресовій Квартирі УСС В.Бобинський та Лев Ґец уклали збірник «Стрілецька Антологія», який містив 36 творів ілюстрованих 144-ма фотографіями роботи військових фотографів.
Гуртки фотоаматорів діяли також у таборах інтернованих у Чехо-Словаччині в Ліберці (1920), Йозефові (голова — О. Балицький, виставка 1923).

## Міжвоєнний період. 1920 —1939 роки

### Західні Землі
У 1920-х роках постали у Львові:
- Секція фотографічна при Соколі-Батьку (голова — Ю. Вінцковський, Ю. Бонковський, А. Цибульський, В. Савицький та Володимир Голіян; 1926 виставка укр. краєвиду в Станиславові),
- Субреферат світлин при Економічному рефераті Верховної Пластової Ради (голова — Володимир Голіян, Юліан Дорош, який у 1929 р. опрацював перший кінофільм з пластового табору)
- Секція фотографії при Товаристві студентів-техніків «Основа».

У 1930 році постало Українське Фотографічне Товариство (УФОТО або UFT) у Львові (ініціатори — професор Олекса Балицький і доктор Степан Дмоховський — голова товариства) з філіями в Станиславові, Тернополі і Рогатині. Товариство мало 216 членів (1936), свою домівку, робітню й бібліотеку; У 1933 — 39 рр. видавало журнал «Світло й Тінь» (головні редактори Олександр Мох, Степан Щурат). УФОТО влаштовувало щомісячні внутрішні виставки і щорічні репрезентативні.
Члени товариства брали участь у виставках у Чикаго (1933), Всеслов'янській мистецькій фотовиставці у Заґребі (1935) та у фото-конкурсах Альфа, Перуц, Кодак, Філіпс й Еро.
Разом з туристично-краєзнавчим товариством «Плай» влаштувало у 1935 році виставку «Наша Батьківщина у світлині» з 68 учасниками. 
Визначніші члени товариства: професор Олекса Балицький, Юліан Дорош (автор книг «Підручник фотоаматора» (1931) і «Побільшення»), Олексадр Пежанський, Ярослав Савка, Володимир Савицький, Данило Фіґоль, Роман Масляк, Володимир Тарнавський.
Комерційно фотографією займалися у Львові Л. Янушевич, Я. Шалабавка.

### Східні Землі
У 1919 році радянський уряд взагалі заборонив фотографію, оголосивши її «буржуазним винаходом для підглядання за бойовими діями робітничого класу зі знищення класових ворогів пролетаріату». Тобто. всі фотографи вважалися шпигунами та були «під ковпаком» ЧК. 19 квітня 1921 року, клопотами ентузіастів, у Києві було створено «Фотографічний інститут пам'яті Жовтневої революції». Приміщення надав Франц де Мезер, відомий київський фотограф та меценат. Відкривали інститут із помпою. Виступали високі чиновники, були влаштовані виставки робіт київських фотографів. Але перший і єдиний фотографічний ВНЗ проіснував всього три роки.
Тим не менше, в 1920 — 1930-х роках і після Другої світової війни, в Україні поширилися фотоаматорські гуртки в установах, громадських організаціях, на фабриках. Вони періодично влаштовують в усіх обласних центрах виставки фотографій і пересувні виставки також поза Україною та конкурси з грошовими преміями. З учасників тих виставок рекрутуються фоторепортери для преси. Відомі з 1930-х pp. фотожурналісти К. Лішко, Білоцерківський, Г. Угринович; після війни популярні Б. Градов, Ф. Федоров, М. Козловський, Ю. Шевцов, Е. Анціс (тепер у США), В. Примаченко, І. Кропивницький, О. Стародуб (натюрморт і портрет), С. Александрович, В. Сметанич, В. Чупринин, А. Куцан, І. Хижняк, Я. Дацюк, І. Охріменко, Ю. Самеляк, Р. Якименко та багато молодших. Короткий час у Харкові з'являлися журнал «Фото-Кіно» (1924), «Фото для всіх» (1928 — 1930) і «Фото соцбудівництву» (1932 — 1934).
У 1920—1930-х роках фототехніків-лаборантів і фотографів готували мистецько-промислові школи; мистецтво Фотографії викладали також у Київському художньому інституті та Київському Інституті Кінематографії. Найвідоміші митці-фотографи того часу учні М. Петрова: Д. Демуцький та П. Новицький, працювали кінооператорами в художніх фільмах; І. Єзерський, Озеров, О. Дмитріев як портретисти.
Після війни фотографію викладають на кінооператорському факультеті Київського Театрального Інституту ім. Карпенка-Карого; техніку фотографії — також у Львівському Поліграфічному Інституті. Для потреб закладів побутового обслуговування населення, у великих містах працюють курси фотографії, які випускають фотографів-техніків. При Міністерстві культури у Києві створюється експериментальна фотостудія.

## Фотографія в Радянській Україні
У 1971 році фотографиня Ірина Пап створює при Союзі журналістів України школу фотографії. В школі проводилися лекції, майстер-класи, портфоліо-рев'ю. Школа не була офіційним освітнім закладом, але з неї випустились чимало професіоналів, які пізніше сформували фотографічне середовище незалежної України: Віктор Марущенко, Валерій Керекеш, Сергій Пожарський та інші.
У 1973 році на базі фотостудії Марленом Матусом була створена дитяча анімаційна студія «Веснянка», а у 1978 році Марленом Матусом було засновано фотоклуб для дорослих «Дніпро».
Також одним з найвідоміших фотографів УРСР був Микола Козловський. З 1948 року працював спеціальним фотокореспондентом журналу Огонек. Серед його творчого доробку більш як 30 фотоальбомів. Лауреат Шевченківської премії 1986 року за фотоальбом «Києве мій».
Серед впливових «неофіційних» фотографів УРСР варто згадати Бориса Михайлова з Харкова (довкола якого сформувалася Харківська школа фотографії) та Вілю Фургало зі Львова.

## Виробництво фототехніки та фотоматеріалів в Україні

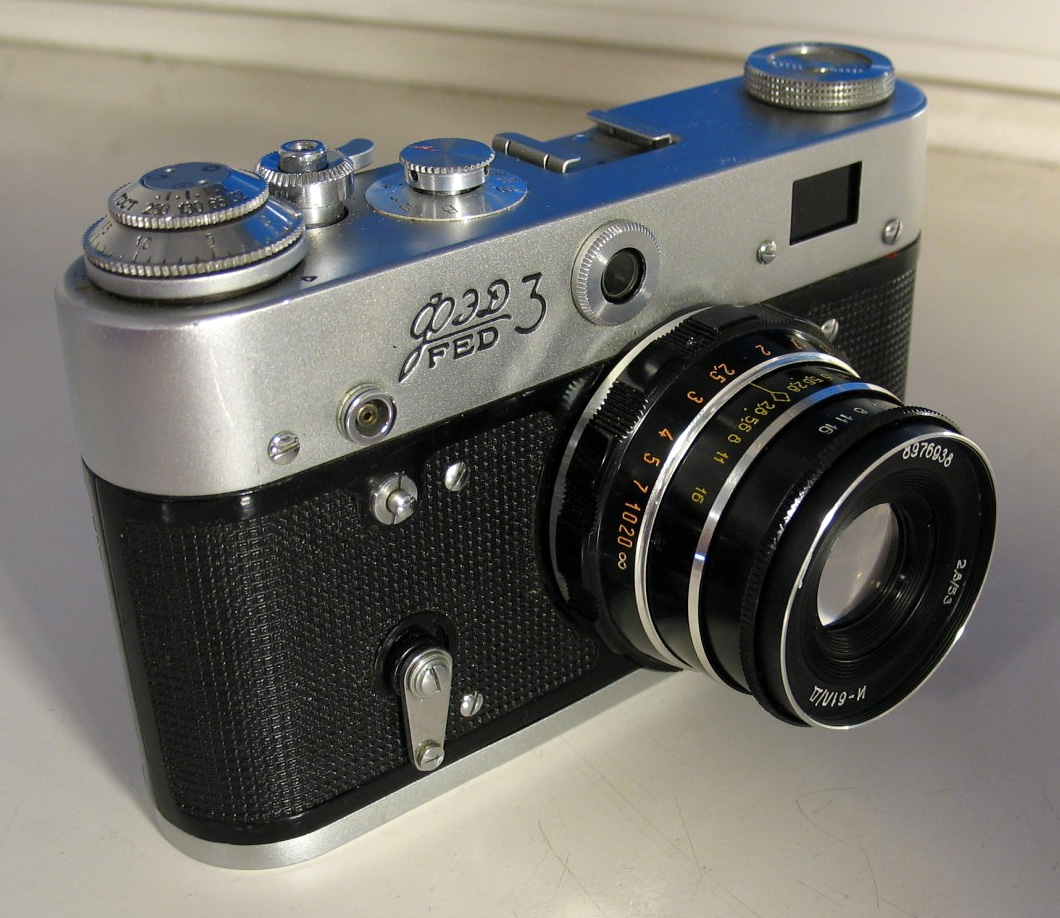
Фотокамера «ФЕД-3» з об'єктивом «Індустар-61»

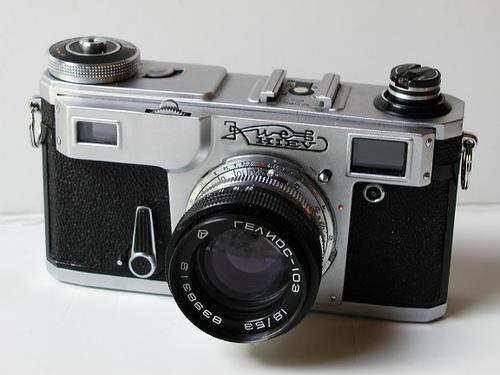
Фотокамера «Киев-4АМ» з об'єктивом «Геліос»

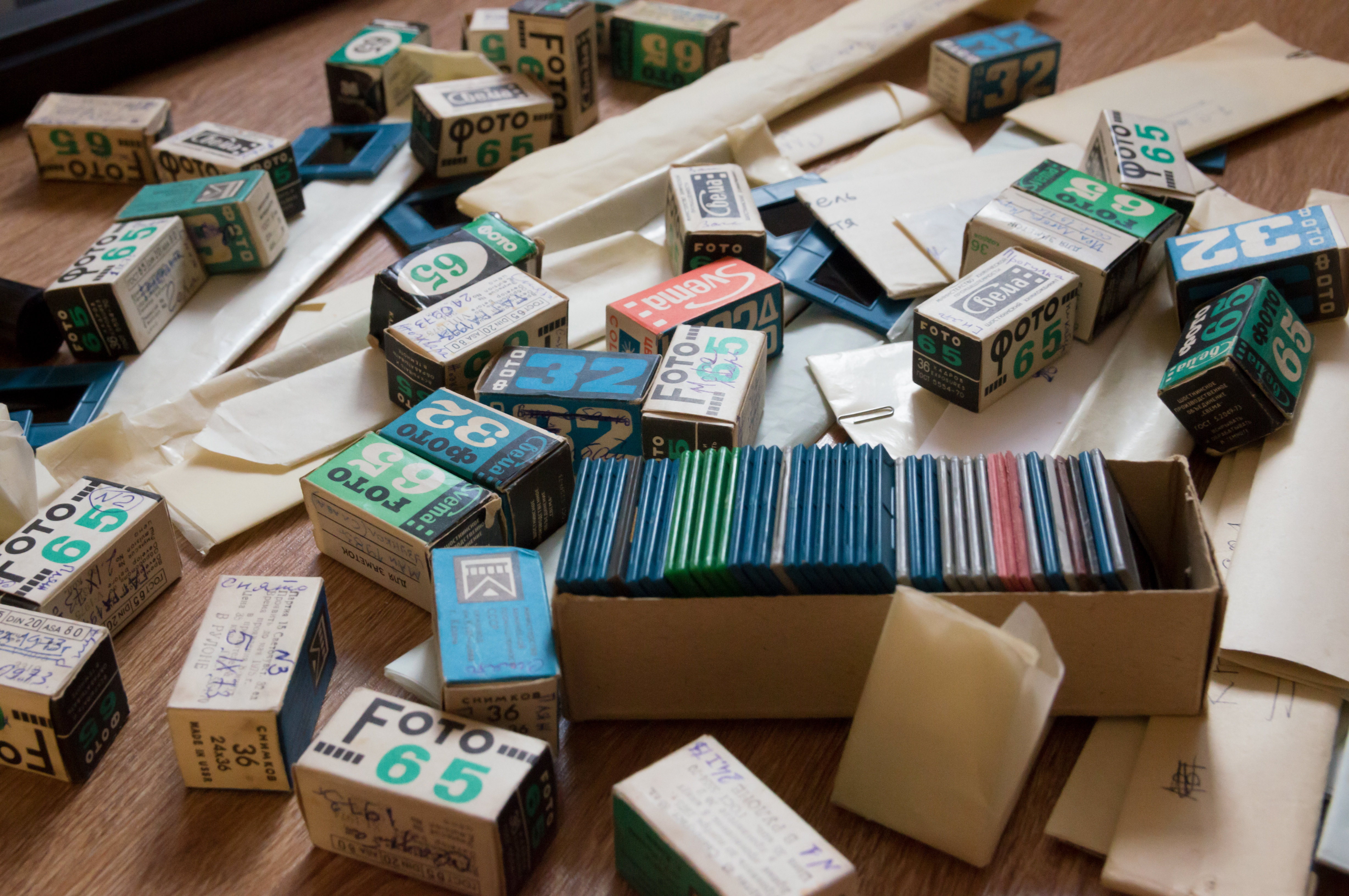
Плівка «Свема»

### Фотоматеріали
Виробництво фотоматеріалів (кіноплівки і великоформатної фотоплівки) було організовано у 1931 р. в місті Шостці, Сумської області на ВО «Свема», а фотографічного паперу на ЗАТ «Київський завод світлочутливих матеріалів «Фотон» у Києві.

### Фотоапаратура
Фотоапаратура вироблялася в Києві заводом «Арсенал»— дальномірні та дзеркальні фотокамери для 35 мм плівки марки «Києв».
Також вироблялись дзеркальні середньоформатні (6x6 см) фотоапарати «Салют» та «Києв», компакт-камери «Киев-Вега 2» для малоформатних кадрів (18х24 мм).
У Харкові на Виробничому Машинобудівному Об'єднанні «ФЕД» виготовлялись фотоапарати з оптичними далекомірами серії «ФЕД» («ФЭД-2», «ФЭД-3», «ФЭД-4» та «ФЭД-5»). Спочатку вони повністю копіювали камеру «Leica», а згодом досконаліші моделі власного виробництва.
Фотозбільшувачі вироблялися у Дніпропетровську та Феодосії, освітлювальна апаратура у Києві та в Одесі (фабрика «КИНАП»), де також виробляли кіноапаратуру.

## Фотографічний рух в українській діаспорі
В еміграції в США колишні члени УФОТО відновили у 1950 р товариство з тією ж назвою як Секцію Літературно-Мистецького Клубу в Нью-Йорку; у 1954 — 1956 роках в щоденнику «Свобода» вони мали «Сторінку фото-кіноаматора» (редактор С. Федів), поза тим влаштовують виставки, фото-архіви (М. Пежанський) тощо.
Товариство очолювали м. інші С. Федів, Р. Загайкевич, Б. Полянський. В більших українських скупченнях у США і Канаді українські професійні фотографи мають фото-студії, наприклад, «Дарк» (О. Даркович) у Чикаго, «Мева» (О. Соловій) у Філадельфії, Й. Старостяк, В. Гришин, С. Тур, Л. Майстренко в Нью-Йорку та інші.
Також українська емігрантська преса має своїх фоторепортерів: Р. Сохан-Гадзевич («Свобода»), М. Ганусей («Америка»), В. Ке («Новий Шлях») та інші.

## Українські фотографи
- Бабій Ігор Леонідович (творчий псевдонім VarrIng; нар. 1971).
- Баран Роман Левкович (1925—2004)
- Борн Джон (англ. John Cooke Bourne; 1814–1896)[6].
- Висоцький Влодзімеж (пол. Włodzimierz Wysocki; 1846–1894).
- Гайдай Ігор Миколайович (нар. 1961).
- Голуб Олена (нар. 1951).
- Горішний Кирило (нар. 1977).
- Олег Дімов (нар. 1986).
- Дорош Юліан-Юрій Омелянович (1909–1982).
- Іваницький Олексій Михайлович (1855—1920).
- Клименко Олександр Петрович (нар. 1960).
- Лазовський Генріх Григорович (? — 1905).
- Лукацький Єфрем Львович (нар. 1956).
- Марущенко Віктор Іванович (1946—2020).
- Матус Марлен Якович (1939—2014).
- Мезер Францішек Казимірович (пол. Franciszek de Mezer; 1830—1922).
- Михайлов Борис Андрійович (нім. Boris Michaijlov; нар. 1938).
- Валерій Мілосердов Володимирович (нар. 1961).
- Мізерний Анатолій Васильович (нар. 1962).
- Назаренко Степан Григорович (нар. 1932).
- Наумов Роман Сергійович (нар. 1979).
- Пап Ірина (1917—1985).
- Палінчак Михайло Юрійович (нар. 1959).
- Петров Микола Олександрович (1875—1940).
- Плитка-Горицвіт Параска Степанівна (1927—1998).
- Поліщук Костянтин Олександрович (нар. 1990).
- Олександр Супрун (нар. 1945).
- Уземський Микола Олексійович (Ouzemsky N.; кін. ХІХ — поч. ХХ ст.).
- Федецький Альфред Костянтинович (пол. Alfred Fedecki; 1857—1902).
- Фіґоль Данило (1907–1967).
- Чекменьов Олександр Володимирович (нар. 1969).
- Яблонська Софія Іванівна (1907—1971).